# Mandelova hiša
Narodni muzej Nelsona Mandele, običajno imenovan Mandelov hiša, je hiša na ulici Vilakazi, Orlando West, Soveto, Johannesburg, Južna Afrika, kjer je Nelson Mandela živel od leta 1946 do 1962. Stoji na številki 8115, na vogalu ulic Vilakazi in Ngakane, nedaleč stran od Tutu House, doma zaslužnega nadškofa Desmonda Tutuja.
Mandela je 1. septembra 1997 podaril hišo Soweto Heritage Trustu (katere ustanovitelj je bil), da bi jo upravljali kot muzej.
Leta 1999 je bila razglašena za nacionalno dediščino.

## Opis
Hiša je enonadstropna škatlica za vžigalice iz rdeče opeke, zgrajena leta 1945. V stenah ima luknje od krogel, na fasadi pa sledi ožganin od napadov z molotovkami. Notranjost gosti nekaj izvirnega pohištva in spominkov, vključno s fotografijami, citati Nelsona Mandele in pas svetovnega prvaka, ki ga je Mandeli podelil Sugar Ray Leonard.
Od leta 2009 posest vključuje center za obiskovalce in majhen muzej.

## Priljubljenost
Leta 1999 je bil Soweto 16. najbolj priljubljen kraj za obisk turistov v Južni Afriki, kar je bilo delno pripisano odprtju Mandelove hiše decembra 1997.

## Zgodovina
Mandela se je vrnil v hišo po izpustitvi iz zapora leta 1990, kljub namigom vladnih uradnikov, naj najde varnejši dom. Na shodu, na katerem so ga pozdravili doma v Sowetu, so bile njegove uvodne besede: »Končno sem prišel domov«. Vendar se je po 11 dneh vrnitve v hišo spet odselil.
Kasneje je v svoji avtobiografiji zapisal:
Tisto noč sem se z Winnie vrnil na št. 8115 v Orlando West. Šele takrat sem v srcu vedel, da sem zapustil zapor. Zame je bila št. 8115 središče mojega sveta, mesto, označeno z X v moji mentalni geografiji.

### Popravila
Leta 2007 je Soweto Heritage Trust ugotovil, da Mandelova hiša resno potrebuje pozornost. Med pomisleki so bili fizično stanje hiše in njena vsebina, pomanjkanje kakršnih koli objektov za obiskovalce, pomanjkanje usposobljenosti vodnikov in pomanjkanje doslednega sporočila. Prav tako ni bilo formalno raziskanih razstavnih vsebin in postav.
Skladno s tem je bila junija 2008 pogodba sklada spremenjena tako, da se bolj osredotoča izključno na Mandelovo hišo. Naročen je bil nov center za obiskovalce, odobrena so bila obnovitvena dela, imenovan je bil visoko usposobljen kustos in načrtovano je bilo ponovno usposabljanje osebja. Stavba je bila aprila 2008 zaprta za javnost, gradbena dela pa so se začela 18. julija 2008.
Za javnost je bil ponovno odprt 19. marca 2009.

## Dvorec Mandela
Mandela kot predsednik Južne Afrike je bil v zasebni rezidenci v dvorcu Mandela na posestvu Houghton v Johannesburgu, ki je po njegovi smrti prešla v družinski sklad Zindzi Mandela.